# Central hidroeléctrica de Guillena
La central hidroeléctrica de Guillena es una instalación hidráulica de bombeo. Situada sobre el río Rivera de Huelva en la localidad de Guillena, esta central hidroeléctrica es propiedad de Endesa.

## Historia
La central hidroeléctrica Guillena fue construida en el año 1973 con un tipo de presa bombeo. La central se encuentra en la población de Guillena, en la provincia de Sevilla. Esta central está en el río Rivera de Huelva y tiene una capacidad de 2,33 hm³, aunque su capacidad útil es de 2,21 hm³.

## Características y datos técnicos
La central hidroeléctrica El Carpio, consta de tres alternadores y transformadores para generar electricidad.
- General
  - Cota de embalse: 307 m.
  - Potencia total: 210 MW.
  - Números de grupos: 3.
  - Caudal nominal: 103,2 m3/s.
  - Salto bruto: 244 m.
- Turbina
  - Número de turbinas: 3.
  - Tipo: Francis.
  - Fabricante: KMW.
  - Caudal unitario: 34,4 m3/s cada una de las turbinas.
  - Velocidad: 375 r. p. m..
- Alternadores
  - Número de alternadores: 3.
  - Tipo: Vertical.
  - Fabricante: GEE.
  - Potencia nominal: 87500 kVA.
  - Tensión nominal: 13,8 kV.

## Funcionamiento
La central hidráulica Guillena es una central de bombeo. Este tipo de centrales tienen un funcionamiento reversible, es decir, durante períodos de baja demanda energética puede bombear agua al embalse superior, por la noche cuando hay un exceso de producción eléctrica. Así, durante los periodos en que es necesario producir, dispone de agua en el embalse superior.
Cuando actúa como una central hidráulica convencional, el agua mueve las turbinas, que generan la rotación del alternador, y por tanto al generación de electricidad. En el caso contrario, la central dispone de unas bombas hidráulicas que envían el agua a un embalse superior, para su posterior utilización.
En este caso, la central hidráulica de Guillena utiliza el embalse de Gergal para almacenar el agua. Este tipo de centrales pueden ser de dos tipos, de turbina y bomba o de turbina reversible.